# Melipotis fascicularis
Melipotis fascicularis là một loài bướm đêm trong họ Erebidae.